# Целостат
Целостат (от лат. caelum — небо и др.-греч. statós — стоящий, неподвижный) — вспомогательное приспособление на неподвижно установленных телескопах, с помощью которых астрономы ведут наблюдения и фотографирование небесных светил, перемещающихся вследствие видимого суточного вращения небесной сферы.

## Устройство
Целостат состоит из двух плоских зеркал.
Часовой механизм вращает одно зеркало вокруг оси, параллельной плоскости этого зеркала, и оси мира. Время одного оборота — 48 часов. При вращении зеркала перпендикуляр к нему скользит вдоль небесного экватора, и луч, идущий из любой точки вращающейся небесной сферы, отражается от зеркала в постоянном направлении. Второе, неподвижное зеркало позволяет направить луч, идущий от небесного светила, в объектив телескопа.

## История
Разработан и впервые изготовлен Габриэлем Липпманом.
Один из первых советских целостатов был изготовлен на Государственном оптико-механическом заводе (ГОМЗ, позднее ЛОМО) в 1936 году.